# Eupithecia altenaria
Eupithecia altenaria là một loài bướm đêm trong họ Geometridae.